# Squad (Computerspiel)
Squad ist ein 2015 für PC veröffentlichtes Computerspiel, das vom kanadischen Unternehmen Offworld Industries entwickelt wurde. Der Taktik-Shooter ist der geistige Nachfolger der Battlefield-2-Mod Project Reality und die Entwickler sind zum Teil dieselben.

## Spielprinzip
Kern des Spiels ist der Mehrspielermodus, in dem zwei Teams aus jeweils bis zu 50 Spielern online gegeneinander antreten. Das Spiel funktioniert nach einem Ticketsystem. Beispielsweise kostet ein gefallener Soldat ein und ein verlorener Kampfpanzer 15 Tickets. Erreicht der Ticketstand eines Teams null, gewinnt das andere Team. Eine reguläre Runde dauert maximal zwei Stunden. Je nach Modus und Karte stehen den Spielern Fahrzeugunterstützung, Boote sowie Luftunterstützung in Form von Transporthubschraubern zur Verfügung. Wesentlich für den Erfolg ist die strategische Planung und Kommunikation zwischen Spielern per Mikrofon. Squad-Leader und der Team-Kommandeur führen ihre Truppen und verteilen sie auf der Karte, um die Kontrolle über das Spielfeld zu erringen. Ein Squad besteht aus bis zu neun Spielern. Der Kommandeur kann präzise Luftschläge anordnen, nachdem das Ziel von Squad-Leadern markiert wurde. Das Spielprinzip kombiniert Elemente der Militärsimulation Arma mit denen simplerer Shooter wie Battlefield.
Squad bietet 24 Karten, die auf bis zu 25 Quadratkilometern Schauplätze der realen Welt darstellen. Es gibt 10 Fraktionen und eine Vielzahl an Waffen und Fahrzeugen, darunter Kampfpanzer. Namentlich sind die Fraktionen die Armeen der USA (aufgeteilt in Marine Corps und Armee), Kanada, Australien, das Vereinigte Königreich, Türkei, Russland (aufgeteilt in Luftlandetruppen und Armee), China (aufgeteilt in Marinebrigaden und Armee), Allianz Naher Osten (Iran), aber auch die drei unkonventionellen Fraktionen Irreguläre Miliz, Westliche PMC (Söldner) und Aufständische, die mit ferngesteuerten Sprengfallen und Motorrädern ausgerüstet sind. Die gängigen Rollen, die Spieler auswählen können, sind Squad-Leader, Fahrer, Pilot, Sanitäter, Schütze, zwei verschiedene automatische Schützen, Schwerer automatische Schütze, Pionier, Scharfschütze, leichte und schwere Anti-Panzer-Rollen und Grenadier.
Ein Merkmal von Squad ist, dass es im Vergleich zu anderen Shootern meist schwieriger ist, die Runde unbeschadet zu überleben oder den Gegner zu treffen. Ein gewisser Realismus wird durch hohe Fatalität bereits einzelner Treffer erreicht, gepaart mit Friendly-Fire-Vorfällen und der auf dem Spielfeld schwierigen Unterscheidung verbündeter und feindlicher Spieler. Zudem verengt sich die Sicht bei Beschuss oder starker Verletzung. Darüber hinaus stirbt der Spieler bei großkalibrigen Treffern, wie z. B. Panzertreffern sowie Sprengfallen unverzüglich oder muss binnen weniger Sekunden wiederbelebt werden. Bei anderen Treffern haben andere Spieler Zeit, den Verwundeten wiederzubeleben. Wird ein Spieler nach Wiederbelebung und ohne Heilung innerhalb einer Minute nochmal verwundet, stirbt er. Während dieser Minute ist der Bildschirm des Spielers sehr dunkel. Die Genauigkeit der Waffe nimmt bei Erschöpfung durch Laufen sowie bei Verwundung oder großkalibrigem Beschuss ab. Nach einem fatalen Treffer ist es möglich, in die Runde neu einzusteigen.

### Spielmodi
Gespielt werden kann in verschiedenen Modi. Im Spielmodus „Territory Control“ muss Territorium Stück für Stück gewonnen werden. In „(Random) Advance and Secure“ (AAS) werden Flaggen nacheinander eingenommen und dadurch Tickets gewonnen. Bei der Variante RAAS ist zu jedem Zeitpunkt nur die nächste Flagge zu sehen, was taktischeres Vorgehen erfordert, z. B. um im Vorfeld schon Versorgungsbasen auf der Karte einzurichten. Der Modus „Skirmish“ entspricht AAS auf einer kleineren Karte und ohne gepanzerte Fahrzeuge. In den Spielmodi „Insurgency“ und „Destruction“ müssen feindliche Waffenlager erobert bzw. eigene verteidigt werden. „Invasion“ entspricht AAS mit dem Unterschied, dass eroberte Flaggen nicht zurückerobert werden können. Seit Version 2.16 gibt es einen Seeding-Modus, also einen Modus mit eingeschränktem Spieleumfang für Server mit wenigen Spielern. Dieser Modus geht ab einer bestimmten Anzahl von Spielern automatisch in eine reguläre Runde über, ohne dass diese neugestartet werden müsste.

### Spielerrollen
In der Regel gibt es einzelne Truppen für gepanzerte Fahrzeuge, Transporthubschrauber und Infanterie, damit die Squads effektiver eingesetzt werden können. Eine Schlüsselrolle kommt dabei der Infanterie zu, da sie entscheidend für die Verteidigung und den Angriff des Teams ist. Die Infanterie nimmt Punkte ein und verteidigt sie. Je mehr Infanterie vor Ort ist, desto schneller kann ein Punkt eingenommen werden. Dies gilt auch bei der Deaktivierung und Ausschaltung von feindlichen Einstiegspunkten (sogenannte „HAB-Spawnpunkte“) und ihren Radios (FOBs), nicht jedoch bei einem sogenannten „rally point“. Der „rally point“ ist ein Einstiegspunkt für den Squad und kann in der Regel von einem Squadleader auf der Karte abgelegt werden, wenn sich keine Feinde in der Nähe befinden und sich mindestens ein Squad-Mitglied in der Nähe befindet. Jedoch reicht ein gegnerischer Spieler aus, um ihn zu vernichten, wenn dieser nahe vorbeiläuft. Kann ein Radio ausgeschaltet und damit der Einstiegspunkt des Gegners erobert werden, werden dem Gegnerteam mit dem Update 2.16 statt 10 nun 20 Tickets abgezogen. Die FOB kann mit diversem Material und Waffenstationen befestigt bzw. ausgestattet werden, wozu aus der Hauptbasis Materialpunkte angeschafft werden müssen. Der Munitionsnachschub kommt ebenfalls von dort. Sanitäter können andere Spieler deutlich schneller wiederbeleben und zusätzlich heilen.

## Entwicklung und Technik
Squad wurde im Oktober 2014 angekündigt. Eine Crowdfunding-Kampagne via Kickstarter.com brachte innerhalb von fünf Tagen 200.000 Dollar ein. Am 15. Dezember 2015 erschien Spiel via Steam im Early-Access-Status und ging im ersten Quartal 2018 in eine Alpha-Version über. Im vierten Quartal 2019 erreichte es den Beta-Status. Am 23. September 2020 wurde das Spiel in der Version 1.0 veröffentlicht.
Modifikationen und Erweiterungen des Spiels von Drittanbietern werden zum kostenfreien Herunterladen angeboten, die bei entsprechender Unterstützung auch auf Online-Servern gespielt werden können.
Im September 2023 führte OWI das sogenannte „Infantry Combat Overhaul“ Update ein, das die Spielmechanik grundlegend verändert. Neu hinzu kamen PiP (Picture in Picture) scopes und ein überarbeitetes Zielsystem, das auf der Ausdauer des Spielers basiert. 

## Rezeption
GameStar vergab 8,2 von 10 Punkten und 4Players 85 %.